# فهرست ربی‌های اعظم ایران
در پائین فهرست حاخام‌های اعظم ایران اطلاعات مربوط به حاخام اعظم اکثریت جریان اصلی ارتودوکس جامعه یهودیان ایران را می‌دهد. حاخام اعظم همچنین رهبر معنوی یهودیان ایرانی سراسر جهان است.